# Bacchisa frontalis
Bacchisa frontalis är en skalbaggsart som först beskrevs av Charles Joseph Gahan 1895.  Bacchisa frontalis ingår i släktet Bacchisa och familjen långhorningar.
Artens utbredningsområde är Burma. Inga underarter finns listade.